# USS Chimango (AMc-42)
USS Chimango (AMc-42) – trałowiec typu Accentor. Pełnił służbę w United States Navy w czasie II wojny światowej.
Jego stępkę położono w Gibbs Gas Engine Co. w Jacksonville (Floryda). Zwodowano go 8 marca 1941. Wszedł do służby 3 czerwca 1941.
W czasie wojny pełnił służbę na Atlantyku w pobliżu wschodniego wybrzeża USA.
Wycofany ze służby ostatecznie 20 grudnia 1945. Przekazany Maritime Commission 21 sierpnia 1947.